# إلكترا كارلن
إلكترا كارلن (بالإنجليزية: Electra Carlin)‏ هي تاجرة أعمال فنية أمريكية، ولدت في 28 سبتمبر 1912، وتوفيت في 19 فبراير 2000.